# Dominion – Tank Police
Dominion – Tank Police (jap. ドミニオン) ist eine abgeschlossene Manga-Serie des japanischen Mangaka Masamune Shirow. Dominion – Tank Police ist ein typisches Endzeitszenario des Science-Fiction- und Comedy-Genres.

## Handlung
Die Geschichte spielt im 21. Jahrhundert in der fiktiven Stadt Newport. Die Umwelt ist verseucht. Überall in der Luft sind aggressive Bakterien, vor denen sich die Menschen nur mit aufwändigen Masken schützen können. Doch es gibt Hoffnung: Eine mysteriöse Androidin mit dem Namen Greenpeace Crolis kann die Luft von den Erregern reinigen.
Verbrechen sind in Newport an der Tagesordnung. Bösewicht Buaku sorgt mit seinen androiden Gefährtinnen Annapuma und Unipuma ständig für Unruhe. Um wieder Ordnung herzustellen, gründen die Behörden eine Spezialeinheit mit Panzern, die Tankpolice Dominion. Dahinter steckt jedoch ein chaotischer Haufen von ungeschickten Panzerfahrern und Egomanen.
Hauptfigur der Handlung ist Leona Ozaki, eine junge Polizistin und Mitglied der Tank Police. Leona liebt ihren Job, aber noch mehr liebt sie ihren Panzer Bonaparte.
Buaku ist den Polizisten immer einen Schritt voraus. Bei seinen Raubzügen gehen ganze Häuser zu Bruch, sogar Leonas Panzer wird zerstört und muss neu gebaut werden. Schließlich gelingt es ihm, die Androidin Crolis zu entführen, die für eine Lösung des Bakterienproblems unerlässlich ist.
Jetzt liegt es an der Tank Police, Buaku zu stellen und Greenpeace mit allen Mitteln zurückholen. Mit gewaltigen Robotern und schwerer Bewaffnung kommt es zum finalen Duell.

## Veröffentlichungen
Dominion – Tank Police erschien in Japan 1986 und in Deutschland 1996. Insgesamt gibt es fünf Bände. Die ersten drei davon bilden die eigentliche Geschichte. Der vierte enthält eine Episode, die nach der Hauptgeschichte spielt (ohne Buaku).
Zu Dominion erschienen 3 OVA-Reihen. Die erste Dominion erschien 1988–1989. Deren erste beide Episoden schildern, wie Leona Ozaki zur Tank-Police stößt und woher ihr Panzer Bonaparte kommt. Die Episoden 3 und 4 beleuchten die Herkunft Buakus und die Erschaffung von Greenpeace Chrolis.
Die 2. OVA Tokusō Senshatai Dominion (特捜戦車隊ドミニオン, dt. „Sonderuntersuchungs-Panzertruppe Dominion“) von J.C.Staff erschien 1993–1994. Deren 6 Episoden enthalten eine eigene Geschichte und heben sich von den anderen optisch und inhaltlich deutlich ab. Am besten lässt sich dies an den Puma-Schwestern sehen: In der eigentlichen Serie sind diese deutlich größer als alle anderen Charaktere, blondhaarig, sehr sexy und meist schwer bewaffnet (z. B. am Anfang von Episode 1 oder am Ende von Episode 4). In den letzten 6 Episoden sind sie dagegen normalgroß (etwa so groß wie Leona), rothaarig, haben ein eher normales Erscheinungsbild und werden in einer Szene als unbewaffnete Gelegenheitsdiebe dargestellt. Die Rolle der Leona wurde von Rei Sakuma gesprochen.
1995 erschien bei Seishinsha ein weiterer Manga-Band Dominion C1 Conflict-hen (ドミニオンC1コンフリクト編, dt. „Dominion C1-Konfliktkapitel“). Dieser enthält eine alternative Neuerzählung der Originalgeschichte.
Basierend auf diesem Manga wurde mit Keisatsu Senshatai: Tank S.W.A.T. (警察戦車隊 TANK S.W.A.T., dt. „Polizeipanzertruppe: Panzer-SWAT“) eine 3. OVA 2005 veröffentlicht. Diese besteht aus nur einer Episode mit Satsuki Yukino in der Rolle der Leona.